# 60.º governo da Monarquia Constitucional
O 60.º e penúltimo governo da Monarquia Constitucional e 32.º governo desde a Regeneração, nomeado a 22 de dezembro de 1909 e exonerado a 26 de junho de 1910, foi presidido por Francisco da Veiga Beirão. 
A sua constituição era a seguinte:
| Cargo                                                                                 | Detentor | Detentor                                    | Período                                      |
| ------------------------------------------------------------------------------------- | -------- | ------------------------------------------- | -------------------------------------------- |
| Presidente do Conselho de Ministros                                                   |          | Francisco da Veiga Beirão (1841–1916)       | 22 de dezembro de 1909 a 26 de junho de 1910 |
| Ministro e Secretário de Estado dos Negócios do Reino                                 |          | Francisco Felisberto Dias Costa (1853–1913) | 22 de dezembro de 1909 a 26 de junho de 1910 |
| Ministro e Secretário de Estado dos Negócios Eclesiásticos e de Justiça               |          | Artur Montenegro (1871–1941)                | 22 de dezembro de 1909 a 10 de maio de 1910  |
| Ministro e Secretário de Estado dos Negócios Eclesiásticos e de Justiça               |          | Francisco da Veiga Beirão (1841–1916)       | 10 de maio de 1910 a 26 de junho de 1910     |
| Ministro e Secretário de Estado dos Negócios da Fazenda                               |          | João Soares Branco (1863–1928)              | 22 de dezembro de 1909 a 26 de junho de 1910 |
| Ministro e Secretário de Estado dos Negócios da Guerra                                |          | José Matias Nunes (1848–1920)               | 22 de dezembro de 1909 a 26 de junho de 1910 |
| Ministro e Secretário de Estado dos Negócios da Marinha e Ultramar                    |          | João de Azevedo Coutinho (1865–1944)        | 22 de dezembro de 1909 a 26 de junho de 1910 |
| Ministro e Secretário de Estado dos Negócios Estrangeiros                             |          | António Eduardo Vilaça (1852–1914)          | 22 de dezembro de 1909 a 26 de junho de 1910 |
| Ministro e Secretário de Estado dos Negócios das Obras Públicas, Comércio e Indústria |          | Manuel Moreira Júnior (1866–1953)           | 22 de dezembro de 1909 a 26 de junho de 1910 |